# Gustav Simon
Gustav Simon (ur. 30 maja 1824 w Darmstadt, zm. 21 sierpnia 1876 w Neuenheim) – niemiecki chirurg, autor podręczników medycznych. 2 sierpnia 1869 przeprowadził pierwszą udaną operację usunięcia nerki.  
Studiował na uniwersytetach w Gießen i Heidelbergu, gdzie w 1848 uzyskał doktorat z medycyny. W 1861 zastąpił Karla Friedricha Strempela na stanowisku profesora nadzwyczajnego chirurgii w Rostocku. 

## Pierwsza operacja usunięcia nerki
Do kliniki w Neuenheim zgłosiła się Margareta Kleb, żona robotnika z Offenbach, która cierpiała na poważne powikłania po operacji usunięcia guza jajnika. Podczas operacji pacjentce usunięto również macicę i fragment moczowodu. Spowodowało to, że mocz z lewej nerki wypływał swobodnie przez ranę operacyjną w pokrywie brzusznej i przez drogi rodne. Simon podjął się leczenia pacjentki. Niestety pomimo czterech przeprowadzonych operacji nie udało się zamknąć moczowodu. Ze względu na pogarszający się stan zdrowia zdecydował się na nowatorską operację usunięcia nerki. Operacja poprzedzona była licznymi próbnymi zabiegami na psach i ludzkich zwłokach. Pacjentka pomyślnie przeszła operację i w listopadzie 1870 opuściła szpital, by wrócić do domu, gdzie ponownie podjęła pracę zawodową.   

## Wybrane prace
- Über Schußwunden, Gießen 1851
- Über Heilung der Blasenscheidenfisteln, Gießen 1854
- Die Exstirpation der Milz, Gießen 1857
- Über die Operation der Blasenscheidenfisteln, Rostock 1862
- Mitteilungen aus der chirurgischen Klinik zu Rostock, Praga 1868
- Chirurgie der Nieren (2 tomy), Stuttgart 1871–76